# Zlaté návrší
Zlaté návrší (niem. Goldhöhe, 1411 m n.p.m.) – wzniesienie w czeskiej części Karkonoszy.

## Położenie
Szczyt położony w Czeskim Grzbiecie. Jego północne zbocza opadają ku dolinie Łaby, natomiast południowe - ku dolinie Jizerki.

## Roślinność i ochrona przyrody
Wzniesienie jest pokryte jest łąkami górskimi i zaroślami kosodrzewiny, a sam wierzchołek znajduje się na obszarze czeskiego Karkonoskiego Parku Narodowego (Krkonošský národní park, KRNAP).

## Dostępność i turystyka
Sam szczyt Zlaté návrší nie jest dostępny dla turystów ze względu na położenie w pierwszej strefie Parku. Południowym zboczem masywu przebiega droga asfaltowa nr 286 z miejscowości Horní Mísečky, stanowiącą końcowy odcinek Drogi górskiej im. Masaryka (Masarykova horská silnice). Droga kończy się pętlą, znajdującą się na obniżeniu na północny zachód od wierzchołka, obok schroniska Vrbatova bouda. Również południowym zboczem prowadzą dwa piesze szlaki turystyczne:
- Szpindlerowy Młyn - Horní Mísečky - Medwiedin - Vrbatova bouda - Labská bouda
- Třídomí (droga nr 286) - Horní Mísečky - Łabska Łąka - źródła Łaby - granica z Polską (dojście do  Głównego Szlaku Sudeckiego).].